# Бесмойнак
Бесмойнак (каз. Бесмойнақ, до 1993 г. — Сергеевка) — село в Жамбылском районе Алматинской области Казахстана. Входит в состав Дегересского сельского округа. Код КАТО — 194245200.

## История
Село Сергеевское основано в 1909 г в урочище Кок-Мойнак. В 1913 г. в нём насчитывалось 211 дворов, имелся молитвенный дом, приходское училище, мельница и 9 торговых заведений. Село входило в состав Павловской волости Отарского участка Верненского уезда Семиреченской области.

## Население
В 1999 году население села составляло 1091 человек (548 мужчин и 543 женщины). По данным переписи 2009 года, в селе проживали 1204 человека (613 мужчин и 591 женщина).